# Вдовин, Евгений Петрович
Евге́ний Петро́вич Вдо́вин (род. 22 мая 1976) — российский учёный-математик, специалист по теории групп, доктор физико-математических наук, профессор РАН (2016).

## Биография
Окончил новосибирскую среднюю школу № 189 (1993), затем механико-математический факультет Новосибирского государственного университета (ММФ НГУ, 1999, магистратура, с отличием) и аспирантуру Института математики им. С. Л. Соболева СО РАН (ИМ СО РАН, 2000, досрочно).
Диссертации:
- Абелевы и нильпотентные подгруппы максимального порядка конечных простых групп : диссертация … кандидата физико-математических наук : 01.01.06. — Новосибирск, 2000. — 73 с.
- Картеровы подгруппы конечных групп : диссертация … доктора физико-математических наук : 01.01.06 / Вдовин Евгений Петрович; [Место защиты: ИМ СО РАН]. — Новосибирск, 2007. — 117 с. : ил.

С 1 января 2001 года по 2021 год работал в ИМ СО РАН (за исключением периода пребывания в Италии) на должностях ведущего инженера, старшего научного сотрудника лаборатории теории групп и заместителя директора по научной работе, и. о. зав. лабораторией теории групп.
С 1997 по 2001 год вёл семинары по алгебре на 1-м курсе ММФ НГУ. В период 01.09.2001—31.05.2004 преподавал (Post-Doctoral grant) в университете гор. Падуя (Италия). С 2004 года читает спецкурс «Линейные алгебраические группы» для студентов, магистрантов и аспирантов ММФ НГУ.
В 2021 году перешел в Тюменский государственный университет, где возглавил Институт математики и компьютерных наук.

## Научные достижения
В научных трудах Е. П. Вдовина:
- получен ряд фундаментальных результатов, обобщающих известные теоремы Силова;
- доказана сопряженность картеровых подгрупп в конечных группах;
- получено существенное продвижение в изучении N-дублетной хиггсовской модели в вакууме, в частности, найдены реализуемые абелевы группы симметрий и предложен подход для нахождения конечных реализуемых групп симметрий.

## Награды, признание
Е. П. Вдовин — обладатель медали РАН для молодых учёных (математика, 2006 — «Арифметические свойства операторных групп и конечных групп, близких к простым»). Победитель конкурса молодых математиков Пьера Делиня 2008 года.
Носитель почётного учёного звания «Профессор РАН» (с 2016).

## Некоторые публикации
- Hall subgroups of finite groups / E. P. Vdovin, D. O. Revin. — Новосибирск : Ин-т математики им. С. Л. Соболева СО РАН, 2004. — 40 с.; 28 см. — (Препринт / Рос. акад. наук, Сиб. отд-ние, Ин-т математики им. С. Л. Соболева; 134).; ISBN (В обл.)
- Критерий смежности двух вершин в графе простых чисел конечной простой группы / А. В. Васильев, Е. П. Вдовин. — Новосибирск : Ин-т математики им. С. Л. Соболева СО РАН, 2005 (ООО Омега Принт). — 33 с. : табл.; 28 см. — (Препринт/ Рос. акад. наук, Сиб. отд-ние, Ин-т математики им. С. Л. Соболева; 152).
- Вдовин Е. П. Максимальные порядки абелевых подгрупп в конечных простых группах // Алгебра и логика, т. 38 (1999), 2, 131—160. (Перевод: Vdovin E. P. Maximal orders of Abelian subgroups in finite simple groups // Algebra and Logic, 38 (1999), 2, 67-83.)
- Вдовин Е. П. Большие нормальные нильпотентные подгруппы конечных групп // СМЖ, т. 41 (2000), 2, 304—310. (Перевод: Vdovin E. P. Large normal nilpotent subgroups of finite groups, SMJ, 41 (2000), 2, 246—251.)
- Вдовин Е. П. Максимальные порядки абелевых подгрупп в конечных группах Шевалле // Матем. заметки, 69 (2001), 4, 524—550. (Перевод: Vdovin E. P. Maximal orders of Abelian subgroups in finite Chevalley groups // Math. Notes, 69 (2001), 4, 475—498.)
- Вдовин Е. П. Большие нильпотентные подгруппы конечных простых групп // Алгебра и логика, 39 (200), 5, 526—546. (Перевод: Vdovin E. P. Large nilpotent subgroups of finite simple groups // Algebra and Logic, 39 (2000), 5, 301—312.)
- Вдовин Е. П. Большие абелевы унипотентные подгруппы конечных групп Шевалле // Алгебра и логика, 40 (2001), 5, 523—544. (Перевод: Vdovin E. P. Large abelian unipotent subgroups of finite Chevalley groups // Algebra and Logic, 40 (2001), 5, 292—305.)